# Station Apholmen
Apholmen was een spoorweghalte in Frederikshavn in het noorden van Denemarken. De halte, aan de lijn Frederikshavn - Skagen werd geopend in 1996, maar werd wegens gebrek aan reizigers in 2005 alweer gesloten. De abri is ter plaatse nog aanwezig.
0,0: Frederikshavn ·
Apholmen ·
Elling ·
6,3: Strandby ·
9,5: Rimmen ·
13,1: Jerup ·
15,6: Napstjært ·
19,8: Aalbæk ·
24,5: Bunken ·
28,0: Hulsig ·
36,3: Højen ·
38,0: Frederikshavnsvej ·
38,8: Skagen